# Schwertstör

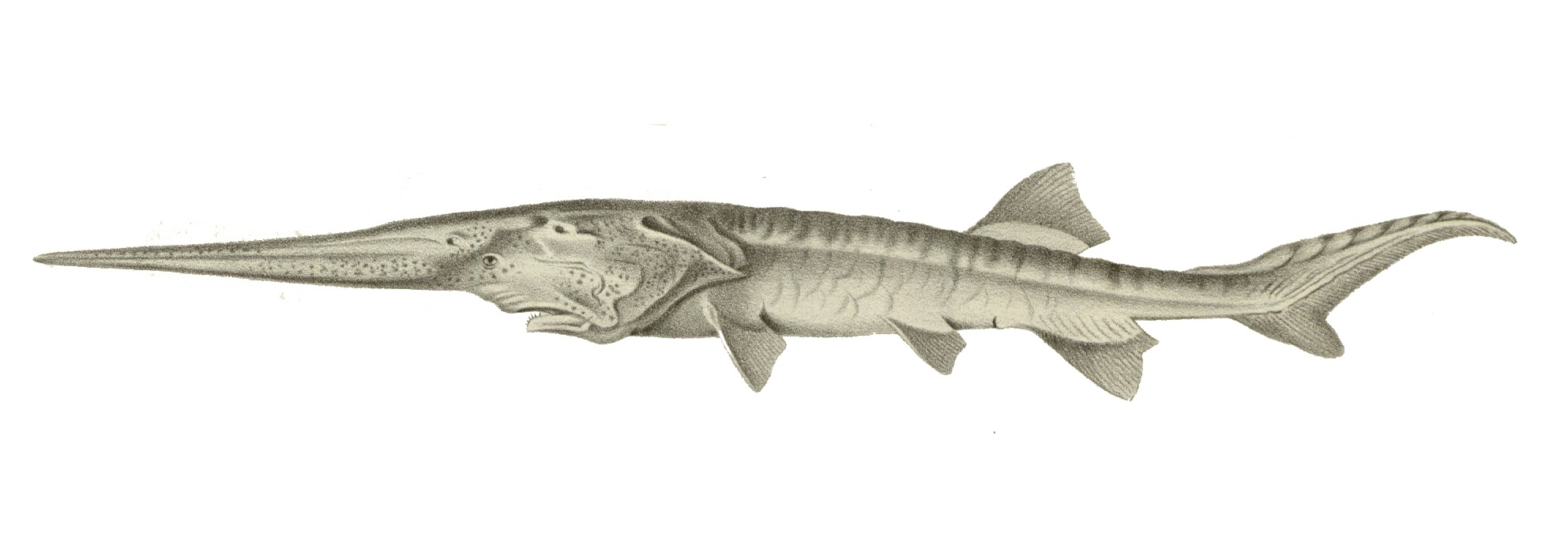
Schwertstör (Historische Illustration, 1868)

Der Schwertstör (Psephurus gladius; chinesische Kurzzeichen: 白鲟; pinyin: báixún), auch bekannt als Chinesischer Löffelstör oder Chinesischer Schwertfisch, war die einzige Art der monotypischen Gattung Psephurus. Sein nächster Verwandter ist der amerikanische Löffelstör (Polyodon spathula). Der Schwertstör kam endemisch im Jangtsekiang in China vor. Im Jahr 2003 wurde letztmals ein freilebendes Exemplar nachgewiesen. Es wird angenommen, dass die Art zwischen 2005 und 2010 ausgestorben ist. Im Juli 2022 wurde die Art offiziell für ausgestorben erklärt.

## Merkmale
Die Stirnpartie war zu einem mächtigen Fortsatz, der etwa ein Drittel der Gesamtlänge des Fisches erreichte, ausgezogen. An diesem Stirnfortsatz befanden sich Lorenzinische Ampullen (Elektrorezeptoren für Ortung von Beutetieren und Orientierung). Schwertstöre wurden über drei Meter lang und bis zu 500 kg schwer (Angaben über früher größere Längen, bis 7 m, sind nicht unmöglich, aber mit großer Vorsicht aufzufassen). Die Augen waren sehr klein und schwach (der Yangtse ist stets trüb). Ein großes Maul diente dem Raubfisch zum Fischfang. Offenbar konnte er Schwärme kleiner Fische durch Seihen einschlürfen. Er fraß aber auch Krebstiere vom Grund. Der obere Lobus der Schwanzflosse war mit großen glänzenden Ganoidschuppen bedeckt, woraus sich der Gattungsname erklärt: (altgr.) Psephurus bedeutet „Glattschwanz“ (von psēphos „glatter Kiesel“).
Durch die weißliche Färbung, nackte Haut, kurze Flossen, breiten Kiemendeckelsaum und einer geringen Verknöcherung des Knorpelskeletts machte der Fisch trotz seiner Größe einen „unreifen“ Eindruck, so dass ihn Grande und Bemis in ihrer großen vergleichend-osteologischen Studie (1991) sogar mit dem pädomorphen Axolotl verglichen.

## Lebensweise
Der Schwertstör war in China im Jangtsekiang, im Ober-, Mittel- und Unterlauf endemisch. Sich entwickelnde Zygoten und Jungfische fand man nur oberhalb der Stadt Luzhou, in der Provinz Sichuan. Er hat sich hauptsächlich von kleinen Süßwasserfischen wie Cypriniden, Coreius, Rhinogobius, Gobius, Bagriden, Krabben oder Garnelen ernährt.
Männchen erreichten die Geschlechtsreife mit fünf bis zehn Jahren, Weibchen erst mit sechs bis fünfzehn Jahren. Zur Laichablage wanderten die Tiere während des Frühjahrshochwassers im März und April flussaufwärts. Wo sich ihre Laichplätze befanden wird ungenau mit „am Oberlauf des Jangtsekiangs“ angegeben. Die Eier wurden in schlammigen, sandigen bis felsigen Boden, im offenen Wasser, in einer Tiefe von bis zu 10 m, abgelegt. Der Laich bestand pro Eierstock aus über 100.000 Eiern von 2,7 mm Durchmesser. Die ideale Wassertemperatur liegt bei 18 bis 20 °C. Der Laich wurde durch die Eltern nicht bewacht.

## Systematik
Die Art wurde erstmals 1862 von Eduard von Martens als Polyodon gladius beschrieben. Sie wurde 1873 von Albert Günther in eine eigene, monotypische Gattung gestellt. 1862 beschrieb Johann Jakob Kaup den Schwertstör ein zweites Mal unter der Bezeichnung Spatularia angustifolium. Dieser Name gilt heute als Synonym.

## Gefährdung und Aussterben
Der Bestand ging durch Überfischung und Wasserverschmutzung seit langem zurück. Auch tödliche Verletzungen durch den stetig steigenden Schiffsverkehr setzten den Tieren zu. Durch den Bau der Gezhouba-Talsperre (Bauzeit 1970 bis 1988) wurden seine Wanderungen in den Unterlauf des Jangtse unmöglich. Im Unterlauf wurden zuletzt im Jahr 1995 Jungfische gefangen. Zwei ausgewachsene Weibchen wurden im Jahr 2002 gefunden. 2004 starben die letzten in Gefangenschaft gehaltenen Exemplare. Alle Versuche, die Fische zu züchten, blieben ohne Erfolg.
2006 bis 2008 wurden im Jangtse-Oberlauf, zwischen Xinshi und Chongqing (490 km), aufwändige hydroakustische Messungen mit Echolot durchgeführt. Es konnten nur neun Fische nachgewiesen werden. Der Schwertstör wurde in der Roten Liste der IUCN im Jahr 2010 als „vom Aussterben bedroht (möglicherweise ausgestorben)“ geführt.
Als die Art schon als vom Aussterben bedroht galt, wurde sie im Washingtoner Artenschutz-Übereinkommen in Anhang II gelistet. Im Jahr 2003 wurde ein Exemplar (versehentlich) gefangen und wieder freigelassen. Dies war der letzte Nachweis eines freilebenden Exemplars.
Zhang et al. (2019) gehen davon aus, dass der Schwertstör zwischen 2005 und 2010 ausgestorben ist.
Am 21. Juli 2022 wurde die Tierart von der IUCN zur ausgestorbenen Tierart erklärt.